# Wojciech Lemański
Wojciech Michał Lemański (ur. 22 września 1960 w Legionowie) – polski duchowny rzymskokatolicki, publicysta, działacz na rzecz upamiętnienia historii Żydów polskich.

## Życiorys
Urodził się 22 września 1960 w Legionowie. Młodość spędził w Chotomowie. Ukończył tamtejszą szkołę podstawową. W 1981 ukończył technikum gastronomiczne i wstąpił do Wyższego Metropolitalnego Seminarium Duchownego w Warszawie. W 1987 obronił pracę magisterską Chrześcijanin wobec zagrożeń współczesnego świata w świetle nauczania Soboru Watykańskiego II i uzyskał tytuł magistra teologii moralnej.
Święcenia kapłańskie przyjął w 1987 z rąk kardynała Józefa Glempa w archidiecezji warszawskiej, zaś po jej podziale przeprowadzonym na mocy bulli Totus Tuus Poloniae populus został inkardynowany do nowo powołanej diecezji warszawsko-praskiej. W 1987 został wikariuszem w Rzeczycy. W latach 1988–1989 był wikariuszem w Milanówku. W latach 1990–1997 był proboszczem w czterech parafiach (w Świrze, Zaświrzu, Niestaniszkach i Szemietowie) w archidiecezji mińsko-mohylewskiej na Białorusi.
Po powrocie do Polski w 1997 decyzją biskupa Kazimierza Romaniuka został mianowany proboszczem parafii Miłosierdzia Bożego w Otwocku. W 2006 abp Sławoj Leszek Głódź przeniósł go na stanowisko proboszcza wiejskiej parafii Narodzenia Pańskiego w Jasienicy (dekanat Tłuszcz) w powiecie wołomińskim. W latach 2010–2013 biskup diecezji warszawsko-praskiej, Henryk Hoser, nałożył na Lemańskiego kilka kar, w tym zakaz wypowiadania się w mediach (maj 2013), zarzucając mu brak posłuszeństwa i głoszenie poglądów szkodzących wspólnocie Kościoła. W lipcu 2013 arcybiskup Hoser odwołał Lemańskiego z funkcji proboszcza w Jasienicy.
Pod koniec czerwca 2014 abp Henryk Hoser powierzył Lemańskiemu stanowisko kapelana Mazowieckiego Centrum Neuropsychiatrii Dzieci i Młodzieży w Zagórzu, największego w Polsce szpitala psychiatrycznego dla dzieci i młodzieży.

### Zaangażowanie w działalność społeczną
W 2001 przygotowany przez niego Grób Pański zawierał odniesienia do dyskutowanego wówczas szeroko pogromu w Jedwabnem, co odbiło się szerokim echem w mediach. Był współzałożycielem Społecznego Komitetu Pamięci Żydów Otwockich i Karczewskich, przystąpił także do Polskiej Rady Chrześcijan i Żydów. W czasie sprawowania funkcji proboszcza w tej parafii doprowadził do powstania instalacji ku pamięci żydowskich dzieci pomordowanych na tamtym terenie. Ponadto wniósł oskarżenie prywatne przeciwko dyrektorowi miejscowej szkoły i dwóm nauczycielom, naruszając regulacje diecezji warszawsko-praskiej, które stanowią, że kapłani bez zgody biskupa nie mogą wnosić spraw do sądu świeckiego.
W 2011 skierował list otwarty do biskupa włocławskiego Wiesława Meringa, w którym polemizował z opublikowanym wcześniej listem Meringa, stanowczo krytykującym redakcję „Tygodnika Powszechnego”, a w szczególności ks. Adama Bonieckiego MIC.

### Konflikt z przełożonymi kościelnymi
W 2012 biskup diecezjalny warszawsko-praski, abp Henryk Hoser SAC ukarał Lemańskiego upomnieniem kanonicznym. Decyzja ta była reakcją na „konfliktowanie lokalnej społeczności”, „deprecjonowanie osób i posługi biskupów i kapłanów”, „naruszenie dóbr osobistych i dobrego imienia”, „podejmowanie decyzji dotyczących parafii bez zgody kompetentnej władzy kościelnej” oraz „brak współpracy z władzami oświatowymi i samorządowymi”, jakich rzekomo miał dopuścić się duchowny. W odpowiedzi Lemański rozpoczął procedurę odwołania się od decyzji swego biskupa do Kongregacji ds. Duchowieństwa Stolicy Apostolskiej, szeroko informując o tym opinię publiczną. Wkrótce potem abp Hoser pozbawił ks. Lemańskiego misji kanonicznej, czyli prawa nauczania w imieniu Kościoła katolickiego, w tym przypadku prowadzenia lekcji religii w szkole (a tym samym dodatkowych dochodów związanych z pracą dydaktyczną w szkole). Kongregacja odrzuciła odwołanie Lemańskiego, nieskuteczne było również jego kolejne odwołanie do Sygnatury Apostolskiej, która wskazała, iż w przypadku tego rodzaju kar kościelnych „nie jest wymagana moralna pewność występku, którego należy się obawiać, ale wystarczy w umyśle upominającego trwałe przekonanie o bliskiej okazji do występku”. 24 maja 2013 ks. Lemański otrzymał od abp. Hosera powtórne upomnienie kanoniczne oraz zakaz występów w mediach. Decyzja weszła w życie po wyczerpaniu drogi odwoławczej, na którą wszedł ks. Lemański.

### Odwołanie
W czerwcu 2013 abp Hoser udzielił Lemańskiemu tzw. „ojcowskiej rady”, aby ten dobrowolnie zrezygnował z funkcji proboszcza. 5 lipca 2013 arcybiskup wydał dekret odwołujący ks. Lemańskiego z tego urzędu. W uzasadnieniu biskup diecezjalny warszawsko-praski napisał, iż dalszą posługę Lemańskiego w parafii uniemożliwiają jego brak posłuszeństwa i szacunku wobec biskupa diecezjalnego, niezgodne z prawem kanonicznym publicznie głoszone poglądy, a także brak szacunku i posłuszeństwa wobec nauczania polskich biskupów w kwestiach bioetycznych (zob. zasada podwójnego skutku i ogólniej „życie i godność ludzka” w katolickiej nauce społecznej). Wszystko to powoduje – według dekretu – poważną szkodę i zamieszanie we wspólnocie Kościoła. Jako nowe miejsce zamieszkania Lemańskiego biskup wyznaczył Dom Księży Emerytów diecezji warszawsko-praskiej w Otwocku, gdzie ma mu zostać zapewnione utrzymanie ze środków diecezjalnych. Jednocześnie abp Hoser wyraził gotowość mianowania Lemańskiego rezydentem jednej z podległych sobie parafii, o ile znajdzie się proboszcz gotowy przyjąć go do siebie. 8 lipca ks. Lemański wydał oświadczenie, prezentujące jego spojrzenie na konflikt z przełożonym kościelnym. Tego samego dnia zapowiedział, iż nie zamierza zastosować się do biskupiego nakazu opuszczenia parafii w Jasienicy do czasu zakończenia drogi odwoławczej od decyzji o usunięciu go z probostwa. W wywiadzie radiowym udzielonym 11 lipca Wojciech Lemański jako zarzewie konfliktu z Henrykiem Hoserem wskazał ich rozmowę z 2010 roku, dotyczącą zaangażowania proboszcza w dialog chrześcijańsko-żydowski, w której arcybiskup miał zapytać: Niech ksiądz powie, czy ksiądz jest obrzezany?.
15 lipca 2013 w godzinach porannych ks. Lemański odmówił przekazania zarządu nad parafią wyznaczonemu przez abp. Hosera administratorowi, któremu towarzyszyli kanclerz kurii diecezjalnej ks. Wojciech Lipka i dziekan dekanatu Tłuszcz ks. Władysław Trojanowski. Kilka godzin później Lemański wydał jednak oświadczenie, w którym ogłosił, iż podporządkuje się woli zwierzchnika i opuści parafię. 17 lipca, po przeprowadzonych poprzedniego dnia rozmowach z przedstawicielami kurii, Lemański poinformował, iż na czas trwania procedury odwoławczej zamieszka u zaprzyjaźnionego księdza emeryta, zaś parafią zarządzać będzie administrator. 13 sierpnia ks. Lemański ogłosił, iż abp Hoser odrzucił jego prośbę o zmianę decyzji, złożoną w trybie formalnego odwołania. Jednocześnie Lemański potwierdził, zgodnie z wcześniejszymi zapowiedziami, iż odwoła się do Dykasterii ds. Duchowieństwa.

#### Odrzucone rekursy
21 października 2013 kuria warszawsko-praska powiadomiła, iż pierwsza z apelacji, tzw. rekursów, ks. Lemańskiego do Dykasterii ds. Duchowieństwa, dotyczący zakazu wypowiedzi w mediach, został przez watykańską dykasterię odrzucony. Kongregacja powołała się na kanon 831 kodeksu prawa kanonicznego. Kanon ten stanowi, iż duchowni mogą wypowiadać się w mediach, które „wyraźnie atakują religię lub dobre obyczaje” tylko za zgodą swojego ordynariusza, a dodatkowo krajowe konferencje biskupów mają prawo tworzenia lokalnych przepisów dotyczących obecności duchownych w mediach. Lemański zapowiedział odwołanie do Sygnatury Apostolskiej. Stwierdził również, iż do czasu jego rozpatrzenia nie zamierza podporządkowywać się zakazowi, gdyż nadal uważa go za nieprawomocny.
W dniu 18 grudnia 2013 kuria warszawsko-praska wydała komunikat o odrzuceniu przez Dykasterię ds. Duchowieństwa drugiego z rekursów ks. Lemańskiego, dotyczącego odwołania z urzędu proboszcza. Jak poinformowała, w uzasadnieniu dekretu dykasterii stwierdzono zasadność motywacji co do zastosowanej procedury odwoławczej, ponadto podzielono argumentację o braku szacunku i posłuszeństwa biskupowi diecezjalnemu (kan. 273 KPK) oraz nauczaniu biskupów w Polsce w kwestiach bioetycznych (kan. 753 KPK). Dykasteria uznała, że głoszone publicznie przez ks. Lemańskiego poglądy „przynoszą poważną szkodę i zamieszanie we wspólnocie Kościoła”. Usunięty z urzędu jest pozbawiony prawa wykonywania funkcji proboszczowskich oraz przebywania na terenie plebanii.

30 czerwca 2014 kuria poinformowała, iż Najwyższy Trybunał Sygnatury Apostolskiej podtrzymał decyzję Dykasterii ds. Duchowieństwa o odrzuceniu rekursu ks. Lemańskiego w sprawie nałożonego na niego zakazu wypowiedzi w mediach. 

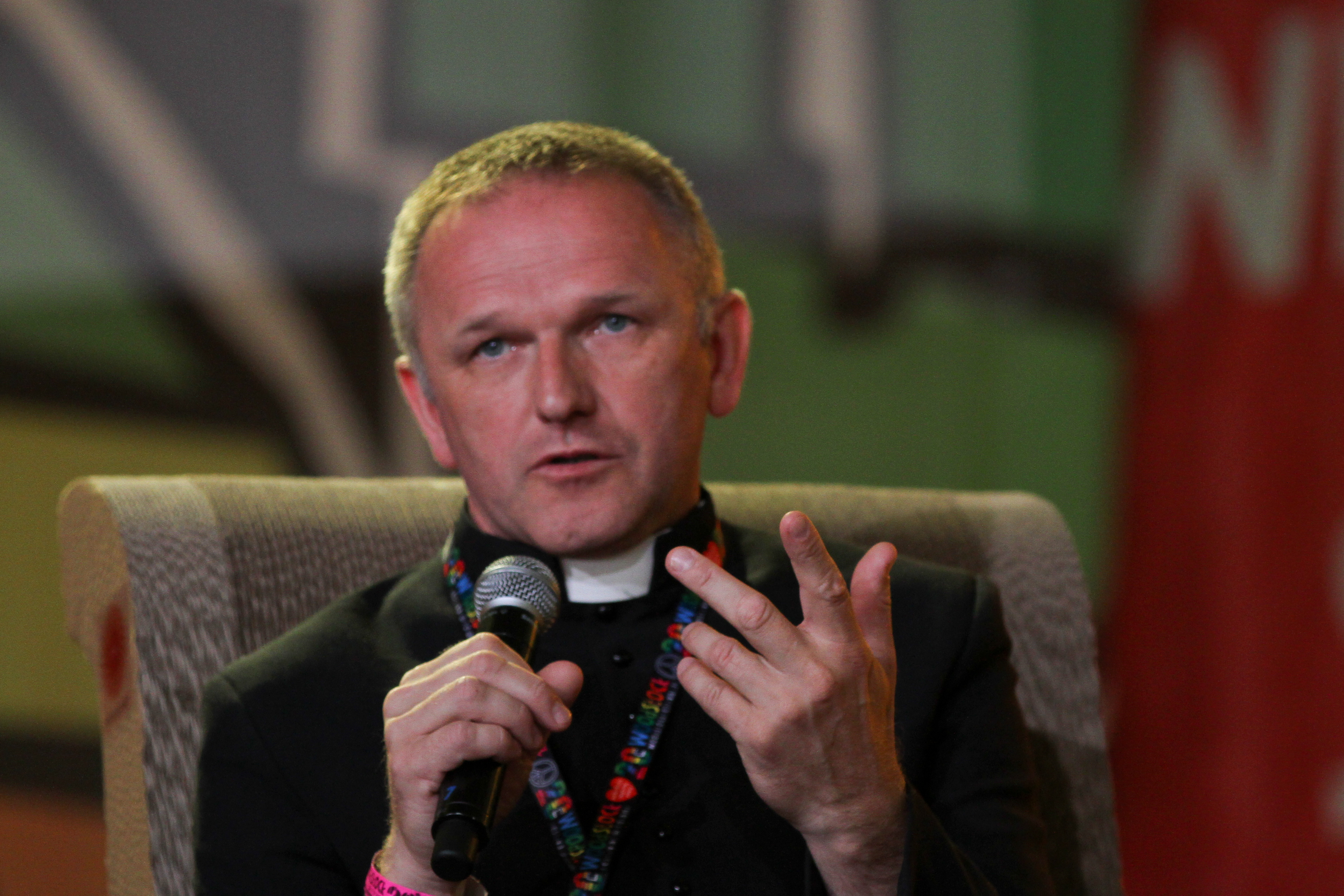
Wojciech Lemański na Przystanku Woodstock w 2014 r.

### Nałożenie kary suspensy i jej zawieszenie
22 sierpnia 2014 arcybiskup Henryk Hoser nałożył na niego karę suspensy, od której Lemański złożył apelację. W styczniu 2015 Kongregacja ds. Duchowieństwa apelację odrzuciła.
W lipcu 2014 został kapelanem Mazowieckiego Centrum Neuropsychiatrii Dzieci i Młodzieży w Zagórzu.
11 lipca 2018 biskup warszawsko-praski Romuald Kamiński zawiesił karę suspensy na terenie archidiecezji łódzkiej, a Lemański rozpoczął posługę w parafii św. Andrzeja Boboli w Łodzi.

## Odznaczenia i nagrody
- Krzyż Kawalerski Orderu Odrodzenia Polski – 2008 (jako „kustosz pamięci o polskich Żydach”)[29][30][31].
- Medal „Powstanie w Getcie Warszawskim” – 2006[32]
- Nagroda „Zasłużony dla Tolerancji” – 2012[33]
- nominacja do Nagrody im. ks. Stanisława Musiała – 2013[34]